# Ķekava
Ķekava (niem. Keckau) – miasto na Łotwie, leżąca w historycznej krainie Liwonia. Położona jest w odległości 17 km na południe od Rygi. Jest siedzibą novadsu Ķekava.

## Zabytki i atrakcje turystyczne
- doleski luterański kościół Świętej Anny z 1783 r.
- kekavski luterański kościół.
- katlakalnski luterański kościół.
- muzeum.